# جورج وايس
جورج وايس (بالإنجليزية: George Weiss)‏ هو منتج أفلام أمريكي، ولد في 9 أبريل 1921 في نيويورك في الولايات المتحدة.

## وصلات خارجية
- جورج وايس على موقع IMDb (الإنجليزية)
- جورج وايس على موقع قاعدة بيانات الفيلم (الإنجليزية)